# تلمبة شهيد مطهري (دشتاب)
تلمبة شهید مطهري (بالإنجليزية: Tolombeh-ye Shahid Matahari, Baft)‏ هي مستوطنة تقع في إيران في قسم دشتاب الريفي. يقدر عدد سكانها بـ 32 نسمة .